# Станковский, Горан
Го́ран Станко́вский (макед. Горан Станковски; 20 декабря 1976, Скопье, СФРЮ) — македонский футболист, нападающий, тренер. Выступал за сборную Македонии.

## Карьера
Горан Станковский начал свою профессиональную карьеру в македонском клубе «Слога Югомагнат». В составе этой команды он три раза становился победителем чемпионата Македонии (в 1999, 2000 и 2001 годах), дважды выигрывал
Кубок Македонии (в 2000 и 2004 годах).
В 2004 году Станковский переходит в «Работнички». В сезоне 2004/05 его команда стала чемпионом Македонии, но сам футболист выходил на поле всего лишь три раза и отметился одним голом.
Сезон 2005/06 Станковский провёл в бельгийском клубе «Антверпен», игравшем во Втором дивизионе. В 2006 году он вновь вернулся в «Работнички» и активно помог команде занять второе место в чемпионате, забив 13 мячей за 23 матча.
После этого футболист подписал контракт с «Македонией», а в 2008 году отправился в клуб «Китчи» из Гонконга, где стал лучшим бомбардиром команды.
Затем Станковский провёл два сезона (2008 и 2009) в «Сибири». В сезоне 2009 «Сибирь» поднялась из Первого дивизиона в Премьер-лигу, и клуб решил отказаться от продления контракта с футболистом. Всего же в рамках Первого дивизиона Станковский сыграл за «Сибирь» 39 матчей и забил 10 голов.

## Статистика выступлений за клубы
| Сезон   | Клуб            | Чемпионат                          | Матчи | Голы |
| ------- | --------------- | ---------------------------------- | ----- | ---- |
| 1997/98 | Слога Югомагнат | Македонская Первая Лига            | 0     | 0    |
| 1998/99 | Теннис-Боруссия | Вторая Бундеслига                  | 3     | 0    |
| 1999/00 | Слога Югомагнат | Македонская Первая Лига            | 0     | 0    |
| 2000/01 | Слога Югомагнат | Македонская Первая Лига            | 24    | 5    |
| 2001/02 | Слога Югомагнат | Македонская Первая Лига            | 26    | 7    |
| 2002/03 | Слога Югомагнат | Македонская Первая Лига            | 29    | 12   |
| 2003/04 | Слога Югомагнат | Македонская Первая Лига            | 26    | 6    |
| 2004/05 | Работнички      | Македонская Первая Лига            | 3     | 1    |
| 2005/06 | Антверпен       | Второй дивизион чемпионата Бельгии | 27    | 5    |
| 2006/07 | Работнички      | Македонская Первая Лига            | 23    | 13   |
| 2007/08 | Македония       | Македонская Первая Лига            | 4     | 1    |
| 2008    | Китчи           | Чемпионат Гонконга по футболу      | 26    | 10   |
| 2008    | Сибирь          | Первый дивизион                    | 17    | 5    |
| 2009    | Сибирь          | Первый дивизион                    | 22    | 5    |
| 2009/10 | Диярбакырспор   | Турецкая Суперлига                 | 7     | 0    |
| 2010/11 | Дачия           | Национальный дивизион              | 8     | 0    |

## Статистика выступлений за сборную Македонии
| Флаг Северной Македонии | Матчи       | Матчи  | Флаг Северной Македонии |
| Год                     | Осн. состав | Замена | Голы                    |
| ----------------------- | ----------- | ------ | ----------------------- |
| 1995                    | -           | 1      | 0                       |
| 1998                    | -           | 2      | 0                       |
| 2003                    | 1           | -      | 0                       |